# Крістіна Абрахамсдоттер

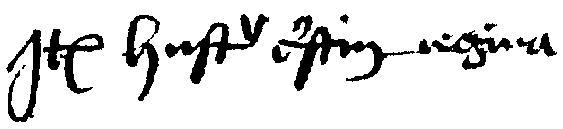
Ім'я Крістіни, записане членом Стокгольмської гільдії Хельгою Лекамен, підтвердивши її як королеву в 1470 році.

Крістіна Абрахамсдоттер (швед. Kristina Abrahamsdotter) (фін. Kristiina Abrahamintytär) (1432—1492) — фінська жінка, королівська коханка і на короткий час королева Швеції як третя дружина короля Карла VIII.

## Біографія
Батьки Крістіни Абрахамсдоттер невідомі, але вважається, що вона була дочкою Абрахама Педерссона, губернатора Расеборга. Колишній король Швеції Карл познайомився з нею під час свого вигнання у Фінляндії 1457—1464. Коли Карл повернувся до Швеції в 1464 році і повернув собі шведський престол, вона пішла за ним там як королівська коханка. У 1465 році у них народився син.
У 1470 році, в останній рік свого життя, Карл одружився з Крістіною. Таким чином вона стала королевою, а її син став законним. Точна дата весілля невідома. Традиційно весілля мало відбутися на смертному одрі. Шлюб відбувся невідомої дати навесні 1470 року, за кілька тижнів до смерті Карла в травні. Кажуть, що весілля відбулося в Стокгольмі з 50 свідками весілля.
Шлюбом Крістіна стала королевою, а її син був узаконений. Вони обидва були включені в новий заповіт, який виключав його зятів, які були його попередніми спадкоємцями, особливо Івара Аксельсона, якого він раніше призначив своїм наступником. Тому король призначив свого племінника Стена Стуре Старшого регентом, доки його син не стане достатньо дорослим, щоб бути обраним королем, а також дав йому завдання захистити їхнє право успадкувати його в новому заповіті. Шлюб викликав суперечки через різницю в ранзі. Єпископ Лінчепінга Хенрік Тідеманссон написав вірш, щоб проілюструвати сучасні суперечки щодо шлюбу, де він заявив, що шлюб відбувся проти королівської ради і викликав велику ненависть до короля Карла, оскільки вважалося, що він подав поганий приклад. Крістіна була єдиною королівською коханкою у Швеції, яка стала королевою разом із Катаріною Монсдоттер (1568).
15 травня 1470 року Крістіна стала вдовою і королевою-вдовою. Після смерті Карла Стен Стуре скасував заповіт короля, сам взяв усю владу як регент і передав більшість маєтків покійного короля своїм зятям, а не призначеному спадкоємцю. Після смерті Карла Крістіна жила відлюдним життям. У 1488 році її син успішно претендував на частину своєї спадщини.

## Проблема
Крістіна Абрахамсдоттер мала двох відомих дітей від Карла:
- Анна Карлсдоттер (Бонде), одружена зі шляхтичем Гоканом Свенссоном (Белья), губернатором замку Вестерос.
- Карл Карлссон (Бонде) (1465—1488).